# Paranthura antillensis
Paranthura antillensis är en kräftdjursart som beskrevs av Barnard 1925. Paranthura antillensis ingår i släktet Paranthura och familjen Paranthuridae. Inga underarter finns listade i Catalogue of Life.